# Angeac-Champagne
Angeac-Champagne és un municipi francès situat al departament del Charente i a la regió de la Nova Aquitània. L'any 2007 tenia 499 habitants.

## Demografia

### Població
El 2007 la població de fet d'Angeac-Champagne era de 499 persones. Hi havia 184 famílies de les quals 28 eren unipersonals (16 homes vivint sols i 12 dones vivint soles), 76 parelles sense fills, 64 parelles amb fills i 16 famílies monoparentals amb fills.
La població ha evolucionat segons el següent gràfic:
Habitants censats

### Habitatges
El 2007 hi havia 210 habitatges, 189 eren l'habitatge principal de la família, 3 eren segones residències i 18 estaven desocupats. 206 eren cases i 4 eren apartaments. Dels 189 habitatges principals, 155 estaven ocupats pels seus propietaris, 30 estaven llogats i ocupats pels llogaters i 4 estaven cedits a títol gratuït; 4 tenien dues cambres, 18 en tenien tres, 40 en tenien quatre i 127 en tenien cinc o més. 172 habitatges disposaven pel capbaix d'una plaça de pàrquing. A 62 habitatges hi havia un automòbil i a 118 n'hi havia dos o més.

### Piràmide de població
La piràmide de població per edats i sexe el 2009 era:
| Homes | Edats   | Dones |
| ----- | ------- | ----- |
| 0     | 95 o +  | 0     |
| 0     | 90 a 94 | 0     |
| 8     | 85 a 89 | 4     |
| 0     | 80 a 84 | 12    |
| 20    | 75 a 79 | 8     |
| 8     | 70 a 74 | 8     |
| 20    | 65 a 69 | 8     |
| 8     | 60 a 64 | 8     |
| 8     | 55 a 59 | 8     |
| 32    | 50 a 54 | 8     |
| 16    | 45 a 49 | 28    |
| 16    | 40 a 44 | 24    |
| 24    | 35 a 39 | 28    |
| 12    | 30 a 34 | 4     |
| 16    | 25 a 29 | 8     |
| 8     | 20 a 24 | 12    |
| 8     | 15 a 19 | 28    |
| 16    | 10 a 14 | 24    |
| 16    | 5 a 9   | 24    |
| 12    | 0 a 4   | 4     |

## Economia
El 2007 la població en edat de treballar era de 323 persones, 242 eren actives i 81 eren inactives. De les 242 persones actives 225 estaven ocupades (121 homes i 104 dones) i 17 estaven aturades (6 homes i 11 dones). De les 81 persones inactives 36 estaven jubilades, 20 estaven estudiant i 25 estaven classificades com a «altres inactius».

### Ingressos
El 2009 a Angeac-Champagne hi havia 198 unitats fiscals que integraven 529 persones, la mediana anual d'ingressos fiscals per persona era de 18.916 €.

### Activitats econòmiques
Dels 34 establiments que hi havia el 2007, 7 eren d'empreses alimentàries, 4 d'empreses de construcció, 7 d'empreses de comerç i reparació d'automòbils, 1 d'una empresa de transport, 1 d'una empresa d'informació i comunicació, 5 d'empreses financeres, 5 d'empreses immobiliàries, 3 d'empreses de serveis i 1 d'una entitat de l'administració pública.
Dels 6 establiments de servei als particulars que hi havia el 2009, 2 eren paletes, 2 guixaires pintors i 2 agències immobiliàries.
L'any 2000 a Angeac-Champagne hi havia 29 explotacions agrícoles que ocupaven un total de 1.118 hectàrees.

## Equipaments sanitaris i escolars
El 2009 hi havia una escola maternal integrada dins d'un grup escolar amb les comunes properes formant una escola dispersa.

## Poblacions més properes
El següent diagrama mostra les poblacions més properes.